# Margarita Salas (Schiff)
Die Margarita Salas ist eine als Katamaran konzipierte Ro-Pax-Fähre der spanischen Reederei Baleària Eurolíneas Maritimas.

## Geschichte
Die Fähre wurde unter der Baunummer G026 auf der spanischen Werft Astilleros Armon Gijón für die Reederei Baleària Eurolíneas Maritimas gebaut. Der Stapellauf fand am 14. Dezember 2023 statt. Die Fertigstellung erfolgte am 7. Juli 2024. Das Schiff wurde vom australischen Unternehmen Incat Crowther entworfen. Es zählt zum Typ Incat Crowther 123 und ist ein Schwesterschiff der ebenfalls für Baleària gebauten Eleonora Roosevelt. Bei identischen Rumpfabmessungen unterscheiden sich die beiden Fähren allerdings teilweise, wobei beim Bau der Margarita Salas auf die Erfahrungen mit der Eleanor Roosevelt zurückgegriffen wurde. So wurde die Margarita Salas unter anderem mit stärkeren Motoren ausgestattet und verfügt über ein zusätzliches Passagierdeck.
Rumpf und Aufbauten wurden aus Aluminium gefertigt. Die Baukosten beliefen sich auf 126 Mio. Euro.
Das Schiff wurde im Juli 2024 im Fährverkehr mit den Balearischen Inseln auf der Route von Barcelona nach Alcúdia auf Mallorca und Ciutadella auf Menorca in Dienst gestellt. Benannt ist sie nach der spanischen Biochemikerin Margarita Salas.

## Technische Daten und Ausstattung
Das Schiff wird von vier Viertakt-Sechzehnzylinder-Dual-Fuel-Motoren des Typs Wärtsilä 16V31DF mit jeweils 9600 kW Leistung angetrieben. Die Motoren wirken über Untersetzungsgetriebe auf vier Wasserstrahlantriebe. Jeweils zwei der Antriebsmotoren sind in den Maschinenräumen in den beiden Rümpfen des Katamarans untergebracht. Das Schiff ist mit zwei ausfahrbaren Propellergondeln als Querstrahlruder im Bugbereich der beiden Rümpfe ausgestattet. Für die Stromerzeugung stehen zwei von Dieselmotoren mit jeweils 130 kW Leistung und zwei von Gasmotoren mit jeweils 344 kW Leistung (430 kVA Scheinleistung) angetriebene Generatoren zur Verfügung. Im Hafen kann die Fähre mit Landstrom versorgt werden, so dass die Generatoren zur Stromerzeugung an Bord abgeschaltet werden können.
Die Fähre verfügt über zwei Fahrzeugdecks. Das Fahrzeugdeck auf dem Hauptdeck ist über eine herunterklappbare Heckrampe zugänglich. Das darüber liegende Fahrzeugdeck ist über eine Rampe mit dem Fahrzeugdeck auf dem Hauptdeck verbunden.
Über den Fahrzeugdecks befinden sich drei weitere Decks und damit ein Deck mehr als bei der Eleanor Roosevelt, zwei Decks mit den Einrichtungen für die Passagiere und ein Deck mit der Brücke und den Einrichtungen für die Schiffsbesatzung. Den Passagieren stehen mehrere Aufenthaltsräume, ein Schnellrestaurant und ein Kiosk sowie ein Kinderspielbereich zur Verfügung. Auf dem unteren Passagierdeck befindet sich im hinteren Bereich ein offener Decksbereich, der bei der Margarita Salas etwa doppelt so groß wie bei der Eleanor Roosevelt ist. Die Inneneinrichtung der Fähre wurde von Oliver Design entworfen.